# Michael Delura
Michael Delura (né le 1er juillet 1985 à Gelsenkirchen) est un footballeur allemand. Delura a rejoint Schalke 04 quand il avait 14 ans. Il est un ancien international allemand avec les équipes de jeunes.

## Biographie
Il a fait ses débuts en Bundesliga pour Schalke 04 en 2003. Il a été prêté à Hanovre 96 et à Borussia Mönchengladbach pour respectivement les saisons 2005/2006 et 2006/2007. Il a joué plus de 70 rencontres de Bundesliga jusqu'à juillet 2007.
Il a rejoint le club grec Panionios Athènes pour un contrat de trois ans pour un montant non révélé le 1er août 2007.

## Palmarès
- FC Schalke 04
  - Vainqueur de la Coupe Intertoto en 2003 et 2004.